# 석전대제
석전대제(釋奠大祭)란 문묘(文廟)에서 공자(孔子)를 비롯한 선성선현(先聖先賢)에게 제사지내는 의식이다. 1986년 11월 1일 대한민국의 국가무형문화재 제85호로 지정되었다.
석(釋)은 '놓다(舍)' 또는 '두다(置)'의 뜻을 지닌 글자로서 '베풀다' 또는 '차려놓다'라는 뜻이며, 전(奠)은 추(酋)와 대(大)의 합성자로서 '酋'는 술병에 덮개를 덮어놓은 형상이며, '大'는 물건을 얹어두는 받침대를 상징한다. 따라서 석전은 생폐(生幣)와 합악(合樂)과 헌수(獻酬)가 있는 성대한 제전으로 석전제·석채·상정(上丁)·정제(丁祭)라고도 한다. 이와 유사한 말로 석채(釋菜)가 있는데 이는 나물 종류만 차려놓고 음악이 연주되지 않는 조촐한 의식이다.

## 유래
석전의 유래는 유교경전이 들어온 삼국시대부터 있었을 것으로 추측된다. 조선시대에는 태조 7년(1398)에 성균관을 설치하여 국립 최고학부의 기능을 다하게 하였다. 정전(正殿)인 대성전(大成殿)에는 공자(孔子)를 비롯한 4성(四聖)·10철(十哲)과 송조(宋朝) 6현(六賢) 등 21위를 봉안하고 동무(東廡), 서무(西廡)에는 한국 명현(名賢) 18위와 중국 유현(儒賢) 94위 등 모두 112위를 봉안하고 매년 봄·가을 두 차례씩 석전을 올렸다. 1949년 전국유림대회 결정으로 동·서무의 112위 중 한국 명현 18위는 대성전에 종향(從享)하고 중국 유현 94위는 매안(埋安)하였다. 또 지방 향교에서도 성균관과 같이 두 차례씩 석전을 올렸으며 현재도 성균관과 231개소(남한)의 향교에서는 매년 음력 2월과 8월 상정일(上丁日)에 석전을 봉행하고 있다.

## 의식절차
석전의 의식절차는 홀기(笏記)에 의해 진행되며 ≪국조오례의國朝五禮儀≫의 규격을 그 원형으로 하고 있다. 제관은 전일(前日)에 재계(齋戒)를 하는데, 산재(散齋) 2일, 치재(致齋) 1일을 행한다. 봉행절차는 초헌관(初獻官)이 폐백(幣帛)을 올리는 전폐례(奠幣禮)에 이어 초헌관이 신위전(神位前)에 첫 술잔을 올리고 대축(大祝)이 축문을 읽는 초헌례, 두 번째 술잔을 올리는 의식인 아헌례(亞獻禮), 세 번째 술잔을 올리는 종헌례(終獻禮), 초헌관이 음복위에서 음복잔을 마시고 수조하는 의식인 음복수조례(飮福受胙禮), 대축이 변과 두를 거두는 의식인 철변두(撤籩豆), 초헌관이 망요위에서 축문과 폐백을 태우는 것을 보는 의식인 망료례(望燎禮) 등으로 진행된다.

## 음악
음악은 세종 때에 고제(古制)에 가깝도록 정비된 아악(雅樂)을 계승하고 있다. 절차에 따른 악곡과 일무(佾舞)를 보면, 영신(迎神)에서는 헌가(軒架)에서 응안지악(凝安之樂)을 연주하며, 일무는 열문지무(列文之舞) 즉, 문무(文舞)를 춘다. 전폐에서는 등가(登架)에서 남려궁의 명안지악(明安之樂)을 연주하고 열문지무를 춘다. 초헌에서는 문무가 물러나고 무무(武舞)가 나올 때 헌가에서 고선궁의 서안지악(舒安之樂)을 연주하며, 아헌과 종헌에서는 헌가에 고선궁의 성안지악(成安之樂)을 연주하고 소무지무(昭舞之舞)를 춘다. 음복에서는 아헌·종헌과 같으며 일무가 없으며, 철변두에서는 등가에서 남려궁의 오안지악(娛安之樂)을 연주하며 일무는 없다. 송신(送神)에서는 헌가에서 송신황종궁의 응안지악(凝安之樂)을 연주하며, 일무는 없다. 망료에서는 음악도 연주하지 않고 일무도 추지 않는다.

## 악기
악기는 팔음(八音) 즉, 금(金, 편종·특종), 석(石, 편경·특경), 사(絲, 금·슬), 죽(竹, 지·적·약·소), 포(匏, 축·어·박), 토(土, 훈·부), 혁(革, 절고·진고·노고·노도), 목(木, 축·어·박) 등 여덟가지 재료로 만든 아악기로 연주된다. 따라서 아악을 연주하는 문묘제례에서도 주악을 담당하는 당상의 등가와 당하의 헌가의 편성이 아악기만으로 이루어지나 이 두 악대의 규모와 편성에 포함된 악기의 종류는 시대별로 차이가 있다.

## 석전복식
석전복식에는 금관제복과 유건도포(儒巾道袍)가 있다. 금관제복에는 금관·홀(笏)·수(繡)·중단(中單)·상(裳)·패(佩)·방심곡령(方心曲領)·흑각대(黑角帶)·말(襪, 버선)·이(履, 신)·폐슬(蔽膝, 무릎가리개)·대대(大帶, 큰띠)·의(衣, 겉에 입는 옷)이며, 유건도포에는 유건·도포·목화(木靴, 목이 긴 신발)·사대(紗帶, 도포끈)·행전(行纏) 등이다.
석전대제는 정숙하고 장엄한 분위기 속에 제례악이 연주되고 일무가 추어지는 종합 예술적 성격을 갖추고 있다.

## 같이 보기
- 아악
- 국자감 (고려)
- 개성 성균관
- 성균관대학교
- 성균관

## 참고자료
- 석전대제 - 국가유산청 국가유산포털

 본 문서에는 서울특별시에서 지식공유 프로젝트를 통해 퍼블릭 도메인으로 공개한 저작물을 기초로 작성된 내용이 포함되어 있습니다.